# Papú
Papú, pseudonimo di Rafael Dornelles (Porto Alegre, 3 ottobre 1986), è un giocatore di calcio a 5 brasiliano.

## Carriera
È solitamente utilizzato in posizione di laterale offensivo o di pivot. Ha esordito in serie A italiana nella stagione 2007-08.

## Palmarès
- Supercoppa italiana: 1
Marca: 2011
- Campionato di Serie A2: 2
Isola: 2015-16 (girone B)
Lido di Ostia: 2018-19 (girone B)
- Campione statale di Espírito Santo: 1

Alvares Cabral: 2008
- Campione statale di Espírito Santo U-21: 2

Ulbra: 2003
2005
- Campione Taça Brasil de Clubes U-21: 1

Univale: 2004